# Fridericia lasiantha
Fridericia lasiantha là một loài thực vật có hoa trong họ Chùm ớt. Loài này được (Bureau & K.Schum.) L.G.Lohmann mô tả khoa học đầu tiên.